# Complex del citocrom b6f

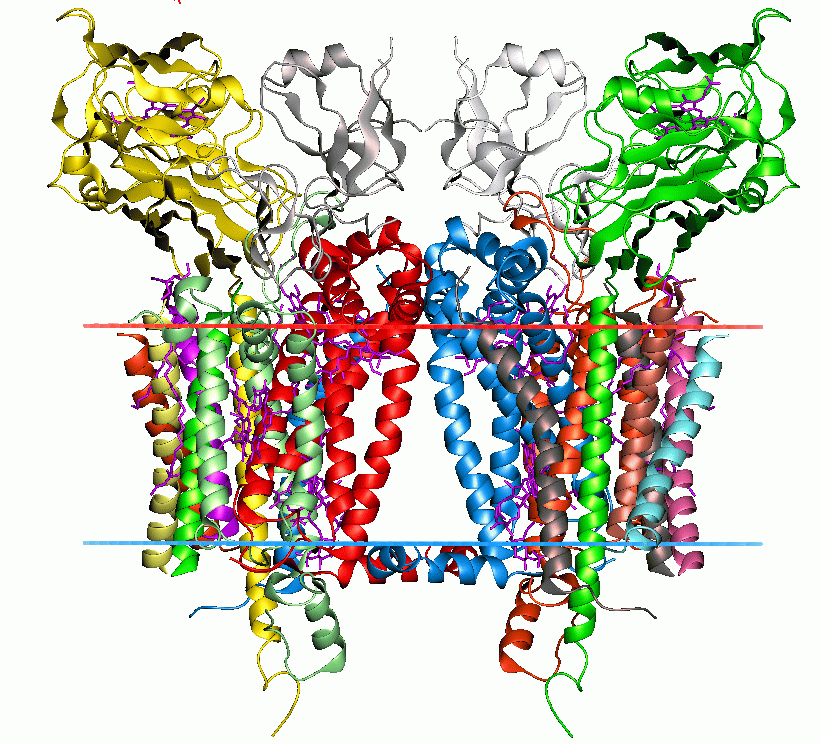
Complex del citocrom b6f. Els límits de la bicapa lipídica es mostren com la línia vermella i blava

Complex del citocrom b₆f o plastoquinol—plastocianina reductasa és un complex enzimàtic propi dels cloroplasts i dels cianobacteris. La seva missió és transferir electrons entre els fotosistemes I i II durant la fotosíntesi oxigènica; també, participa en la formació del gradient electroquímic de protons transmembrana al transferir protons de l'estroma al lumen dels tilacoides.
El complex del citocrom b6f (plastoquinol-plastocianina reductasa; EC 1.10.99.1) és un enzim que es troba a la membrana tilacoïdal en cloroplasts de plantes, cianobacteris i algues verdes, que catalitza la transferència d'electrons del plastoquinol a la plastocianina. La reacció és anàloga a la reacció catalitzada pel citocrom bc1 (Complex III) de la cadena de transport d'electrons mitocondrials. Durant la fotosíntesi, el complex del citocrom b6f és un pas al llarg de la cadena que transfereix electrons del fotosistema II al fotosistema I i, al mateix temps, bombeja protons a l'espai tilacoide, contribuint a la generació d'un gradient electroquímic (energia) que s'utilitza més tard per sintetitzar ATP a partir d'ADP.
Està compost per quatre subunitats: un citocrom b₆ portant grups hemo de baix i alt potencial (bL i bH), un citocrom f amb un hemo C covalentment unit, una proteïna ferro-sulfurada de Rieske (ISP) contenint un únic centre [Fe₂S₂]; i la subunitat IV (proteïna de 17 kDa).